# Magyar Igazság és Élet Pártja

Parteilogo

Die Ungarische Wahrheits- und Lebenspartei  (ungarisch Magyar Igazság és Élet Pártja, MIÉP, auch übersetzt als ‚Partei der Ungarischen Wahrheit und des (Ungarischen) Lebens‘, ‚Ungarische Partei der Wahrheit und des Lebens‘, ‚Partei der Ungarischen Gerechtigkeit und des Ungarischen Lebens‘, ‚Partei für Ungarisches Recht und Leben‘ u. ä.) war eine rechtsextreme politische Partei in Ungarn. Sie war von 1998 bis 2002 im ungarischen Parlament vertreten. 2021 löste sich die Partei zugunsten der Partei Mi Hazánk auf.

## Ideologie
Die MIÉP bezeichnete sich als radikal national-konservativ, Beobachter ordneten sie dem Rechtsextremismus zu. Ihre bedeutendste politische Persönlichkeit war der Politiker, Schriftsteller und Journalist István Csurka, der vor allem während seiner aktiven Zeit als Abgeordneter des ungarischen Parlamentes durch antisemitische Äußerungen immer wieder Aufmerksamkeit im In- und Ausland erregt. Die Partei lehnte den Vertrag von Trianon von 1920 ab, der seinerzeit für Ungarn verheerende Folgen hatte – bis zu 30 Prozent der ethnischen Ungarn leben heute außerhalb der Landesgrenzen und Ungarn verlor 71 Prozent seines Staatsgebietes –, und forderte folglich die Wiedererrichtung von Großungarn, das auch Siebenbürgen, die Slowakei sowie Teile Serbiens und Kroatiens umfasste.
2002 kandidierte Csurka erfolglos für den Posten als Budapester Oberbürgermeister.

## Die Geschichte der Partei
Die Partei wurde 1993 von István Csurka gegründet, der mit diesem Schritt das Ungarische Demokratische Forum (MDF) verließ. Bei den Parlamentswahlen 1994 mit 1,6 % der Wählerstimmen bedacht, erhielt die MIÉP 1998 5,5 % und konnte so erstmals eine Fraktion bilden. Bis 2002 war die Partei somit im ungarischen Parlament vertreten.
2002 erhielt die Partei kein Mandat, 2006 kandidierte sie bei den Parlamentswahlen zusammen mit der Partei Jobbik im Wahlbündnis „Dritter Weg“ (Harmadik út), konnte aber die obligatorische 5-Prozent-Hürde für ein Mandat nicht überwinden.
Das Wahlbündnis distanzierte sich schon vor den Wahlen davon, der Bürgerunion (Fidesz) unter Viktor Orbán zum Wahlsieg zu verhelfen, was die einen Machtwechsel befürwortende Wählerschaft spaltete.
Teile von MIÉP unterstützten jedoch Fidesz und wurden dafür mit Posten im kulturellen Leben belohnt.
Bei den Wahlen 2010, 2014 und 2018 erhielt die Partei jeweils Ergebnisse von weniger als 0,2 %. Anfang 2019 ging die Partei ein Bündnis mit der 2018 als Abspaltung von der Jobbik neu gegründeten Partei Mi Hazánk ein. Am 27. Juli 2021 beschloss die Partei, sich aufzulösen und ging in Mi Hazánk auf.